# Capasa prouti
Capasa prouti là một loài bướm đêm trong họ Geometridae.